# 鹿特丹阿侯伊體育館

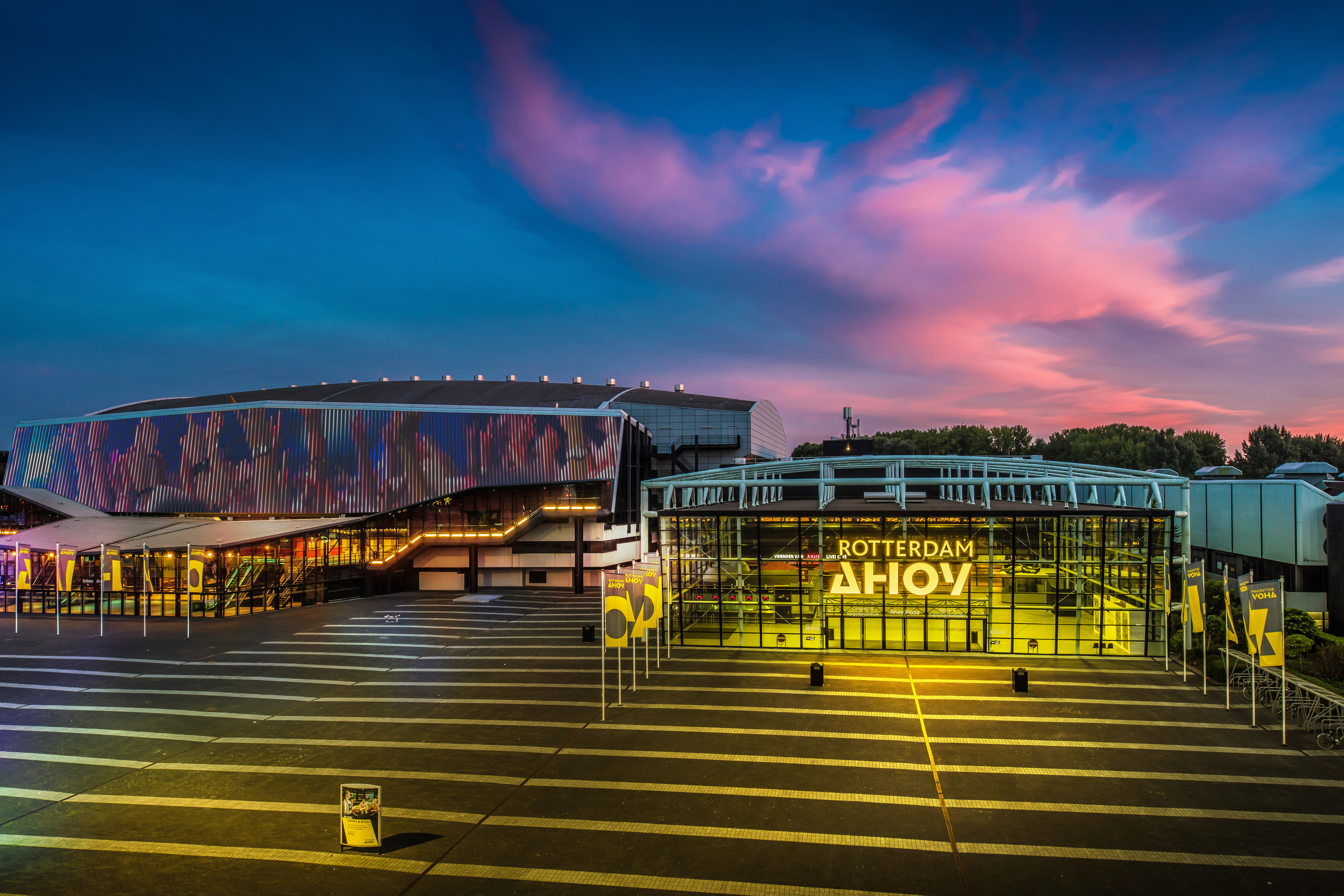
阿侯伊體育館

阿侯伊體育館（荷蘭語：Rotterdam Ahoy，或称，或简稱为）是一個位於荷蘭鹿特丹的展覽館及多功能的室內體育場館。最早开放于1950年，整个区域包括三个主要场所：展览厅、会议中心、以及阿侯伊竞技场。阿侯伊竞技场于1971年1月15日开放，并自2019年4月起容量增至16,426个座位。

## 歷史
阿侯伊體育館现今的建筑外貌是建於1970年，其特殊的鋼材結構贏得各國及國際的獎項。在體育館舉行的第一項活動是費米納家庭展覽（the Femina family exhibition）。在1998年，體育館重新裝修及翻新，成為了今天的多功能場所。
自2018年7月阿侯伊體育館区域开始扩建。扩建部分的鹿特丹阿侯伊会展中心和RTM舞台计划在2020年的第三季度开放。新的场所为会议中心及一个有2,750个座位的音乐厅，占地面积为35,000平方米。

## 重大活動
- 2000年，荷蘭的歌手李塔（Lee Towers）進行了第50次盛大新年音樂會。一個李塔的半身銅像被放在阿侯伊體育館的主要入口。
- 2007年歐洲青少年歌唱大賽。
- 荷銀世界網球錦標賽（ABN AMRO World Tennis Tournament）及職業網球聯合會世界巡迴賽（ATP World Tour）已在該場地舉辦了多年。
- 天命真女將2002年5月在該場地的世界巡迴演唱會錄製成DVD。
- 匆促樂團也同樣將其2007年10月的Snakes and Arrows（英语：Snakes and Arrows）音樂會錄製成DVD。
- 夢劇院的Chaos in Motion（英语：Chaos in Motion）DVD的多首歌曲都在阿侯伊體育館拍攝。
- 夏奇拉在2003年4月22日的Live & off the Record（英语：Live & off the Record）演唱會在此拍攝。
- 香港歌手陳奕迅於2010年5月8日在這裡舉行演唱會，是繼張國榮之後另一位在鹿特丹舉行個唱的香港歌手[1]。
- 2010年10月16日至24日，2010年世界體操錦標賽在這裏舉行[2]。
- 2021年歐洲歌唱大賽的主場館。

## 外部連結
- Official site（页面存档备份，存于）